# 영천 자천리 오리장림
영천 자천리 오리장림(永川 慈川里 五里長林)은 대한민국 경상북도 영천시 화북면 자천리에 있는 굴참나무와 은행나무 등이 우거져 있는 단층 혼유림이다.
대한민국의 천연기념물 제404호로 지정되어 보호받는다.
약 400여 년 전부터 형성되었으며, 숲의 길이가 5리(2km)에 달해 예부터 오리장림이라 불렀다고 한다.

## 위치
오리장림은 제방 보호와 마을의 수호 및 풍치 조성을 위해 영천시 화북면 자천리 주민들이 1500년대에 조성한 유서가 깊은 것으로 알려져 있다. 오랜 역사를 입증하듯이 450년이 넘는 노거목들이 다양한 자태를 자랑한다.
자천리에서는 1600년경부터 매년 정월대보름날 이 숲에서 제사를 지내왔다고 하는데 정확한 기록은 남아 있지 않다. 이 숲은 1982년에 영천시 ‘천연보호림 제11-20-1호’로 지정되었으며, 1999년에 다시 ‘천연기념물 제404호’로 지정되어 오늘에 이르고 있다.
오래된 마을 숲들이 전쟁, 태풍, 개발 등으로 인해 사라지거나 훼손되었듯이 오리장림도 원형을 많이 잃었다. 영천시와 청송군을 잇는 35번 국도가 가운데를 관통하면서 숲을 동서로 갈라놓았을 뿐만 아니라 많은 고목이 그때 잘려 나갔다.
1959년 사라호 태풍 때에는 숲의 일부가 사라지는 피해를 겪었다. 1972년에는 이 숲의 바로 옆에 자천중학교가 설립되면서 숲의 일부가 학교 운동장으로 들어가게 되었는데 국도가 확장되면서 숲의 규모가 많이 훼손되었다. 현재 오리장림의 면적은 6,600여 m2이고, 길이는 5리의 반인 1km 남짓하다.

## 전해오는 이야기
자천 1, 2리 마을에서는 오랫동안 매년 정월대보름날에 이 숲에서 동제를 지내 왔는데 봄에 잎이 무성하면 그해는 풍년이 든다는 속신이 전해오고 있다. 1970년대 새마을사업의 방편으로 '미신타파'라는 이름으로 중단되기까지 매년 마을의 평안을 비는 제사가 행해진 신성한 숲이었다.
신성한 숲의 전통은 『삼국유사(三國遺事)』 「기이」 1편에 실려 있는 신라의 ‘시림(始林)’으로 거슬러 올라간다. 시림은 신라 개국 당시 국가 차원의 제사가 이루어진 신성한 숲이었다. 정확한 위치는 알 수 없지만 박혁거세와 김알지가 이러한 곳에서 신성한 존재로 출현하였다.
삼국시대부터 신성한 숲의 전통은 영남지방에서 흔히 보는 동구(洞口)의 ‘비보숲(裨補藪)’들로 이어져 왔다.

## 같이 보기
- 박혁거세(경주 나정)
- 김알지(경주 계림)
- 영천시